# Cuts Like a Knife
Albums de Bryan Adams
You Want It You Got It Reckless
Cuts Like a Knife est le troisième album solo du musicien canadien Bryan Adams, sorti en 1983.

## Chansons
Toutes les chansons sont écrites et composées par Bryan Adams et Jim Vallance, sauf indication contraire.
| 1. | The Only One            |                         | 3:16 |
| 2. | Take Me Back            |                         | 4:41 |
| 3. | This Time               |                         | 3:20 |
| 4. | Straight from The Heart | Bryan Adams, Eric Kagna | 3:31 |
| 5. | Cuts Like a Knife       |                         | 5:17 |

| 6.  | I'm Ready                |                                      | 3:58 |
| 7.  | What's It Gonna Be       |                                      | 3:40 |
| 8.  | Don't Leave Me Lonely    | Bryan Adams, Jim Vallance, Eric Carr | 2:58 |
| 9.  | Let Him Know             |                                      | 3:11 |
| 10. | The Best Was Yet to Come |                                      | 3:04 |

## Interprètes
- Bryan Adams - chant, guitare, piano
- Jim Vallance - guitare, percussion, claviers
- Mickey Curry - batterie
- Tom Mandel - orgue, synthésizeur
- Keith Scott - guitare, chant
- Alfa Anderson - chœur

## Certification
| Pays        | Association      | Certification | Ventes/Équivalence |
| ----------- | ---------------- | ------------- | ------------------ |
| Australie   | ARIA             | or            | 35 000             |
| Canada      | CRIA             | 3x platine    | 300 000            |
| États-Unis  | RIAA             | platine       | 1 000 000          |
| Royaume-Uni | BPI              | argent        | 60 000             |
| Suisse      | IFPI Switzerland | or            | 25 000             |